# Tropicis flexicarinatus
Tropicis flexicarinatus es una especie de coleóptero de la familia Ciidae.

## Distribución geográfica
Habita en las Seychelles.